# Eufrasio Videla
Eufrasio Videla, (San Luis, Argentina, c. 1805 - ibíd., 28 de diciembre de 1841) fue un militar y hacendado argentino, que dirigió una revolución del partido unitario en la provincia de San Luis en 1840, que efímeramente controló el gobierno.

## Biografía
Fue becado por el gobierno porteño en 1823, para estudiar en el Colegio de Buenos Aires, junto con Justo Daract.
Apoyó las revoluciones unitarias de 1829 y 1830 en San Luis, y los gobiernos de sus hermanos Ignacio y Luis Videla, apoyados por el coronel Blas Videla, también hermano suyo. En 1830 se destacó al rechazar una invasión de indígenas ranqueles, y poco después combatió en la batalla de Oncativo contra Facundo Quiroga. A pesar de la trayectoria de sus hermanos, el gobernador federal Calderón lo mantuvo al mando de un fortín de la frontera sur.
En 1839 fue elegido diputado provincial. Poco después tomó el mando de la oposición unitaria e intentó una revolución. Tras el fracaso de ésta, huyó a La Rioja, y a órdenes de Tomás Brizuela peleó contra las avanzada de Nazario Benavídez en el combate de Barrial.
Invadió San Luis en combinación con el avance del general Lamadrid; al saber que una revolución había llevado al poder a los unitarios en Córdoba, invitó al cacique mestizo Manuel Baigorria para que invadiera la provincia con los indios ranqueles. De esa forma quedó neutralizada la defensa de la provincia, y Videla pudo ocupar la capital provincial. Asumió el gobierno un triunvirato y nombró comandante de su ejército a un desconocido oficial llamado Pedro Núñez, mientras el poder real y el mando militar lo tenía Videla. Pero el control de la situación por parte de los jefes unitarios era muy precario, limitado por el dominio de casi toda la provincia por las tribus que acaudillaba Baigorria.
Durante dos meses, los unitarios dominaron la ciudad casi vacía, mientras esperaban el apoyo que habían pedido al general Juan Lavalle, que había abandonado Córdoba después de la batalla de Quebracho Herrado. Pero la división enviada en su apoyo, bajo el mando de José María Vilela, fue destrozada por el general Ángel Pacheco en la batalla de Sancala. La esperanza se esfumó, y los jefes federales Pablo Lucero y Pablo Alemán atacaron San Luis. No hubo resistencia: Baigorria y Juan Saá huyeron a las tolderías de los indígenas, y Videla y Núñez se trasladaron a San Juan.
En San Juan, Videla se puso a órdenes del Chacho Peñaloza, comandante de los Llanos riojanos, y apoyaron el avance de Lamadrid hacia Cuyo. Intentaron un avance hacia San Luis, pero fueron derrotados en la batalla de Las Quijadas por el general José Félix Aldao. Tomado prisionero, fue enviado a San Luis, donde pasó un año preso en el cuartel, mientras duraba el juicio que se le siguió. Finalmente fue condenado a muerte por haber invadido la provincia con un malón indígena.
Murió fusilado en la plaza de San Luis, el 28 de diciembre de 1841.